# 鼎盛东街道
鼎盛东街道，是中华人民共和国河北省廊坊市三河市下辖的一个街道办事处，是三河市人民政府的所在地
前身是于1996年11月成立的三河市南城街道办事处，2009年9月更名成立鼎盛东大街街道办事处。
2019年，河北省民政厅发出《关于同意三河市部分行政区划调整的批复》（冀民函〔2019〕82号）：鼎盛东大街街道办事处更名为鼎盛东街道办事处。

## 行政区划
鼎盛东街道下辖以下地区：
滨河西区社区、滨河东区社区、南区社区、东区社区、中区社区、西区社区、永安社区、永和社区和合安社区。